# 8761 Crane
A 8761 Crane (ideiglenes jelöléssel 1163 T-1) a Naprendszer kisbolygóövében található aszteroida. Cornelis Johannes van Houten, Ingrid van Houten-Groeneveld és Tom Gehrels fedezte fel 1971. március 25-én.